# Chlorolydella violacea
Chlorolydella violacea là một loài ruồi trong họ Tachinidae.